# 北村流音
北村 流音（きたむら りお、2005年2月20日 - ）は、群馬県桐生市出身のプロ野球選手（内野手・育成選手）。右投右打。読売ジャイアンツ所属。

## 経歴

### プロ入り前
小学校1年時に野球を始める。桐生市立中央中学校では軟式野球部に所属し、BCリーグの群馬ダイヤモンドペガサスジュニアに選ばれた。
桐生第一高等学校に進学し、2年秋からエースとなった。3年夏の群馬県大会準々決勝では、本塁打を含む3安打を記録したが、準決勝では樹徳高等学校相手に9失点し敗戦した。また、10月9日にはチームメイトの三塚琉生とともに読売ジャイアンツの入団テストを受けた。
2022年10月20日に行われたプロ野球ドラフト会議において、読売ジャイアンツから育成ドラフト8巡目で指名を受けた。11月14日、支度金290万円、年俸360万円（金額は推定）で仮契約を結んだ。背番号は027。同期の三塚も巨人から育成ドラフト6巡目指名を受け、同じ高校から同時に巨人入りするのは初となった。
当初は投手としてプレーするつもりであり、ドラフト会議でも投手としてアナウンスされたが、スカウトは打力の高さを評価し、球団との話し合いの末内野手としてプレーすることになった。

### 巨人時代
2023年は二軍戦出場はなしに終わった。
2024年は三軍戦19試合に出場して打率.231、1本塁打、9打点を記録し、5月14日から二軍昇格。5月16日にイースタン・リーグの楽天戦で渡辺翔太から公式戦初安打を記録した。同リーグでは最終的に49試合に出場するも、打率.175、3打点、2盗塁という成績にとどまった。
2025年は春季キャンプの最終クールで二軍キャンプに合流した。

## 選手としての特徴
投手としては最速146km/hを記録するなど、非凡な野球センスを持つ。

## 人物
高校時代は投手ながらプロ入り後内野手に転向した点など、共通点の多い今宮健太の動画を参考にしている。

## 詳細情報

### 背番号
- 027（2023年[4] - ）